# Naranjo de Bulnes
Pour les articles homonymes, voir Bulnes.
Le Naranjo de Bulnes (ou Picu Urriellu en asturien) est un sommet des pics d'Europe, dans les Asturies en Espagne. Par sa silhouette caractéristique, composée de parois verticales atteignant 600 mètres de hauteur, parcourues par une quarantaine d'itinéraires, c'est un des sommets emblématiques de l'escalade en Espagne.

## Alpinisme
- 1904 - Première ascension réalisée par Pedro Pidal (Pedro José Pidal y Bernaldo de Quirós, marquis de Villaviciosa) et le guide local  Gregorio Pérez El Cainejo, par la face nord, le 5 août. Ils franchirent des passages de cinquième degré qu'ils durent désescalader à la descente
- 1906 - Seconde ascension par le géologue allemand Gustav Schulze, le 1er octobre, en solitaire, par un itinéraire proche à la montée, et qui descendit en rappel par la face sud, utilisant pour la première fois en Espagne cette technique alors nouvelle
- 1924 - Ouverture de la voie normale en face sud par Victor Martinez
- 1962 - Face ouest, haute de 600 mètres, par Ernesto Navarro et Alberto Rabadá
- 2009 - Les frères Iker et Eneko Pou ont ouvert Orbayu une voie de 500 mètres de haut et 13 longueurs dont 5 de niveau 8, et une en 8c+/9a, ce qui en fait une des grandes voies d'escalade de plusieurs longueurs les plus dures du monde[2],[3],[4],[5]

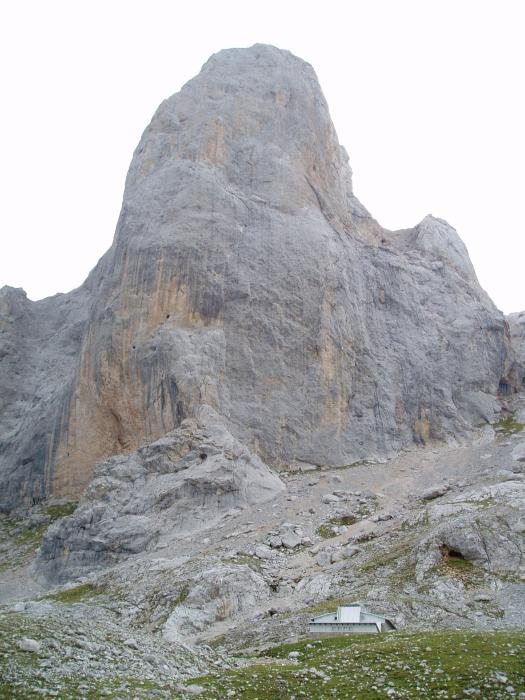
Face ouest.
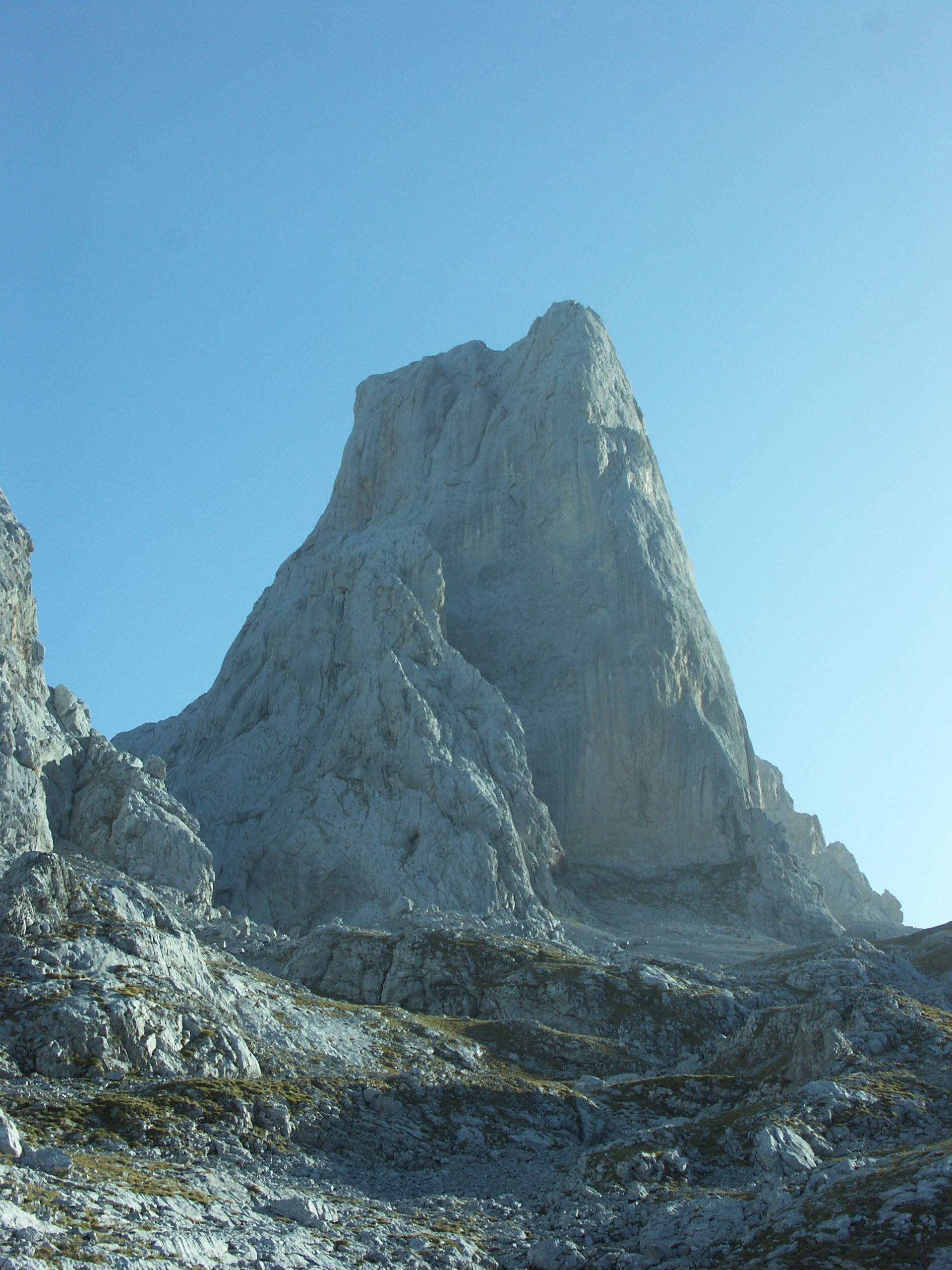
Face nord.
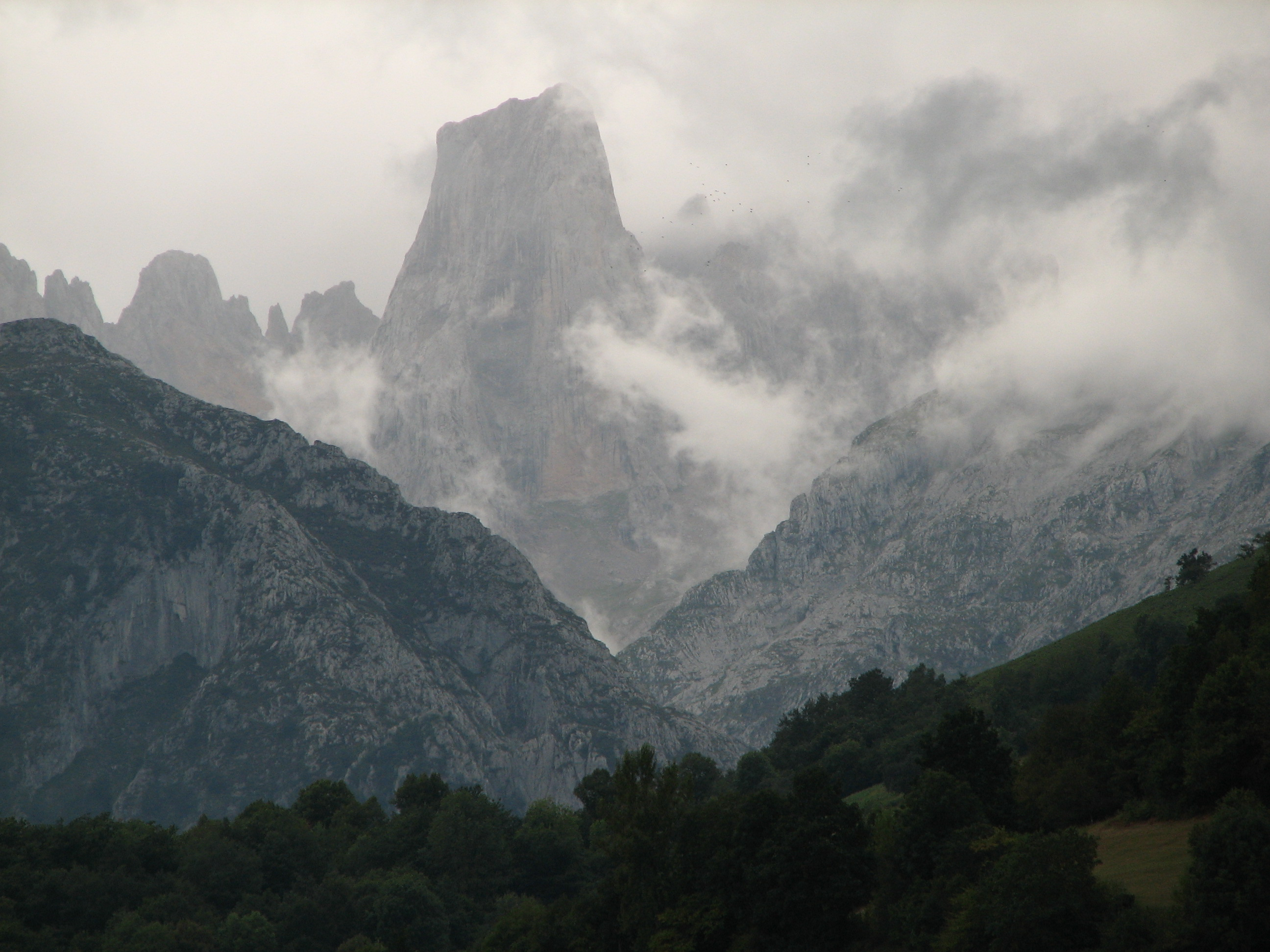
Face nord.
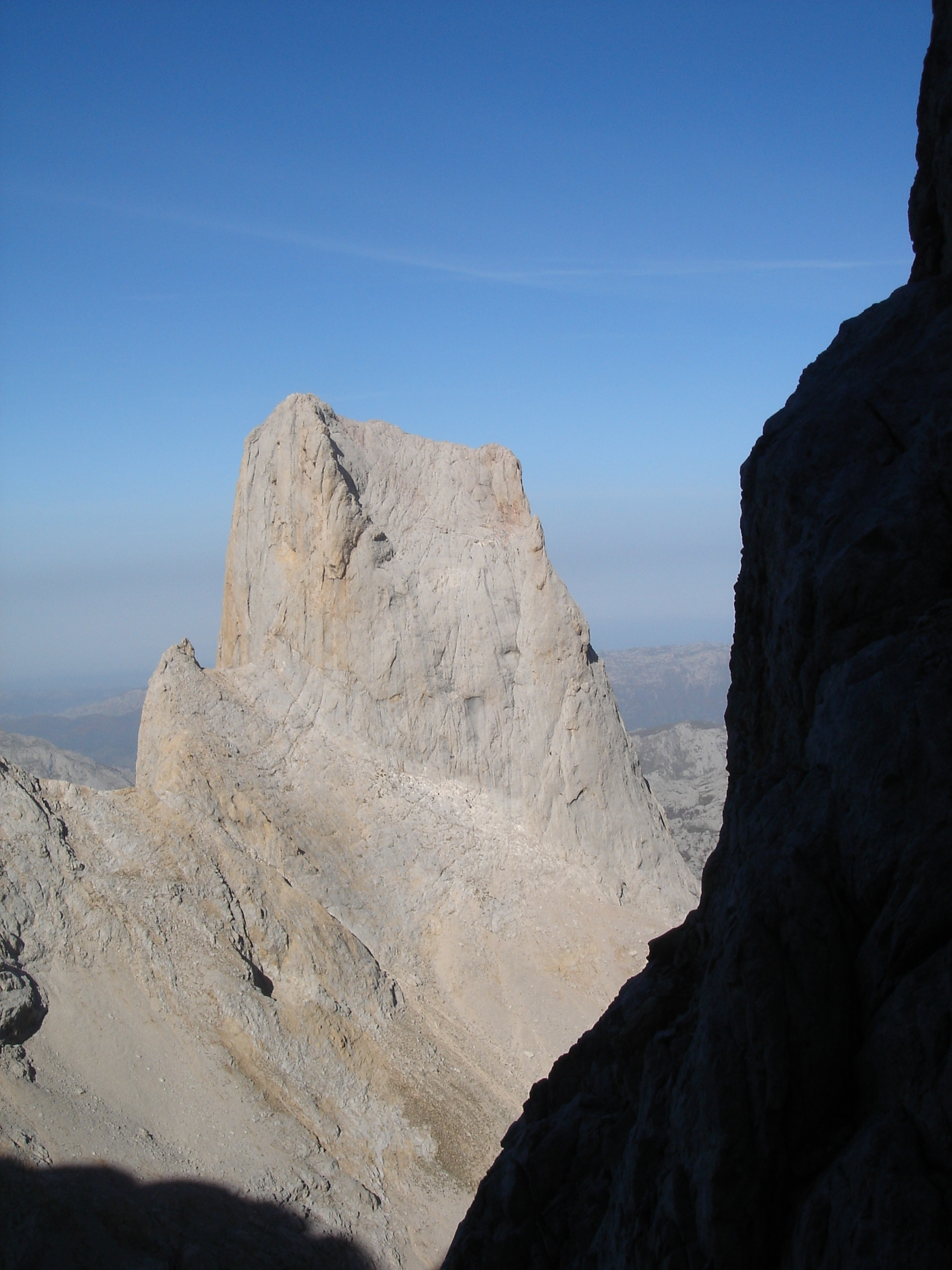
Face sud.